# Honda NSR 500

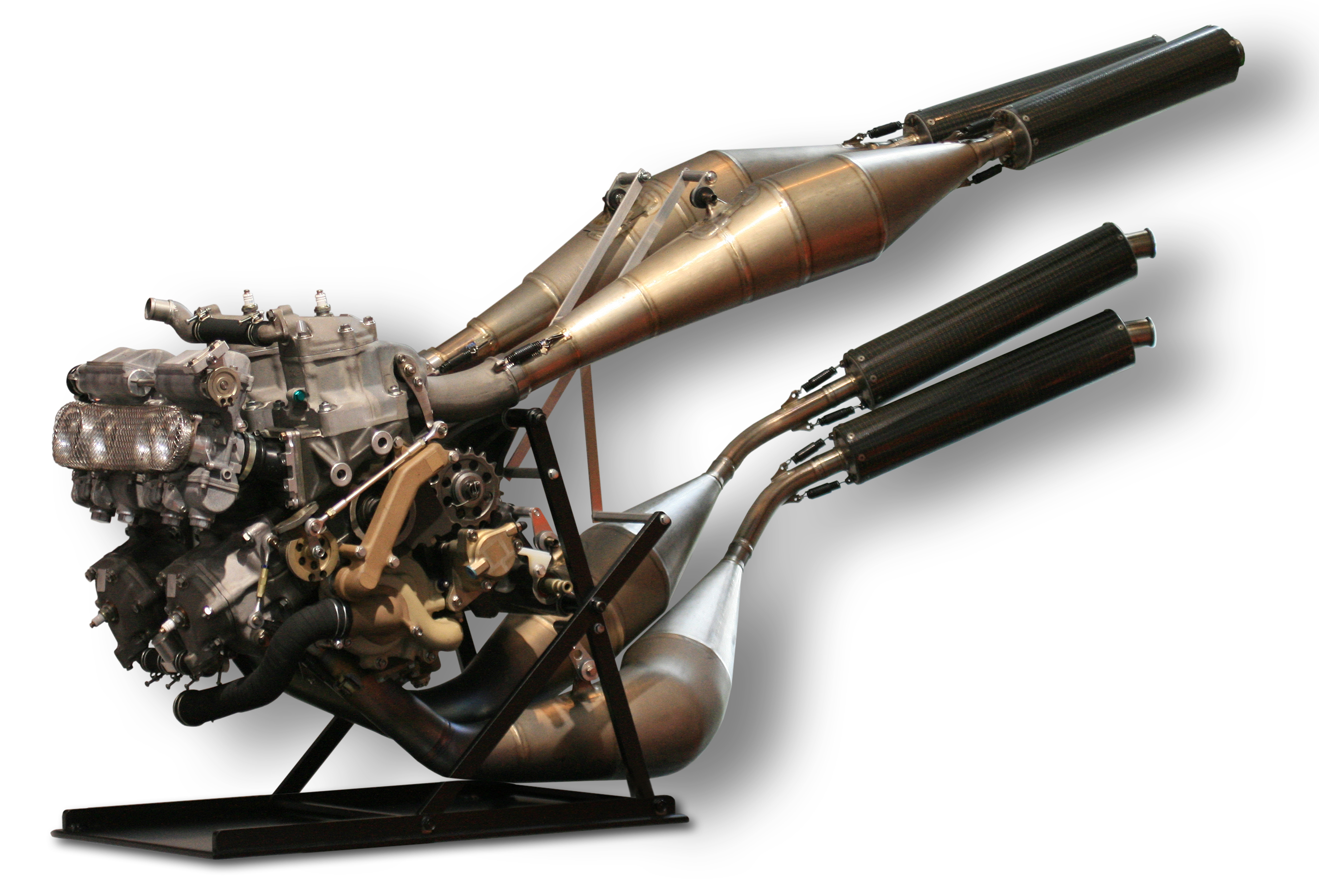
V4-Motor (1997)

Die Honda NSR 500 war ein Rennmotorrad des japanischen Motorradherstellers Honda, das von 1984 bis 2002 bei der Motorrad-Weltmeisterschaft eingesetzt wurde. Mit zehn Fahrer-Weltmeistertiteln gilt das Motorrad als eines der erfolgreichsten in der Klasse bis 500 cm³ Hubraum.

## Geschichte und Technik
Die Motorrad-Weltmeisterschaft wurde in der Klasse bis 500 cm³ Hubraum seit 1975 von Rennmotorrädern mit Zweitaktmotor dominiert. 1979 stieg Honda wieder in den Wettbewerb ein, nachdem die Konstrukteurswertung 1966 letztmals gewonnen worden war. 1983 errang Honda mit der Honda NS 500 wieder den Titel in der Weltmeisterschaft; die Entwicklung des V3-Motors schien hinsichtlich der Leistung jedoch begrenzt zu sein. 
Der neu entwickelte wassergekühlte V4-Motor mit 499 cm³ Hubraum (Bankwinkel 90 Grad) und Auslasssteuerung leistete 1984 140 PS (103 kW) bei 11.500/min. Der Tank befand sich beim 1984er Modell – als Innovation – unter dem Motor, die Auspuffanlage oberhalb des Motors. 1987 wurde der Motor überarbeitet und der Bankwinkel auf 112° geändert, die Leistung wurde nun mit 149 PS (109,6 kW) bei 13.000/min angegeben. Für die Saison 1990 wurde die Zündfolge geändert und die Leistung auf 165 PS (121 kW) bei 12.000/min gesteigert. In der Saison 1991 stieg die Leistung auf 170 PS (125 kW), die 1998er-Version erreichte 180 PS (132 kW) und die letzte Ausbaustufe hatte 200 PS (147 kW) bei 13.500/min.
Das Fahrwerk der Honda NSR 500 bestand aus einem Aluminium-Brückenrahmen, Showa-Teleskopgabel (später als Upside-down-Version), Zweiarmschwinge mit Zentralfederbein mit progressiver Hebelumlenkung. Das Modell 2001 hatte einen Radstand von 1400 mm, ein Leergewicht von 131 kg und der Tankinhalt betrug 32 Liter. Das Rennmotorrad hatte vorn und hinten 16,5-Zoll-Reifen.

## Rekorde und Titel
Mick Doohan wurde von 1994 bis 1998 fünfmal Weltmeister auf Honda NSR 500. Zwischen dem ersten Sieg 1984 (Freddie Spencer) und dem siebten Platz in der MotoGP-Klasse 2002 durch Daijirō Katō gelang es Honda mit dem Modell in der Saison 1997 alle 15 Rennen zu gewinnen. 
Weltmeister auf Honda NSR 500
- 1985  Freddie Spencer
- 1987  Wayne Gardner
- 1989  Eddie Lawson
- 1994  Mick Doohan
- 1995  Mick Doohan
- 1996  Mick Doohan
- 1997  Mick Doohan
- 1998  Mick Doohan
- 1999  Àlex Crivillé
- 2001  Valentino Rossi

## Sonstiges
Der Motor der NSR 500 wurde auch in der Elf-4-Rennmaschine von 1987 eingesetzt.